# Zemské volby v Bádensku-Württembersku 2016
Zemské volby v Bádensku-Württembersku v roce 2016 se konaly dne 13. března od 8 do 18 hodin současně se zemskými volbami v Sasku-Anhaltsku a v Porýní-Falci. Bylo to přibližně pět let po volbách v roce 2011. Občané žijící v této spolkové zemi měli také právo volit písemnou formou.

## Stav před volbami

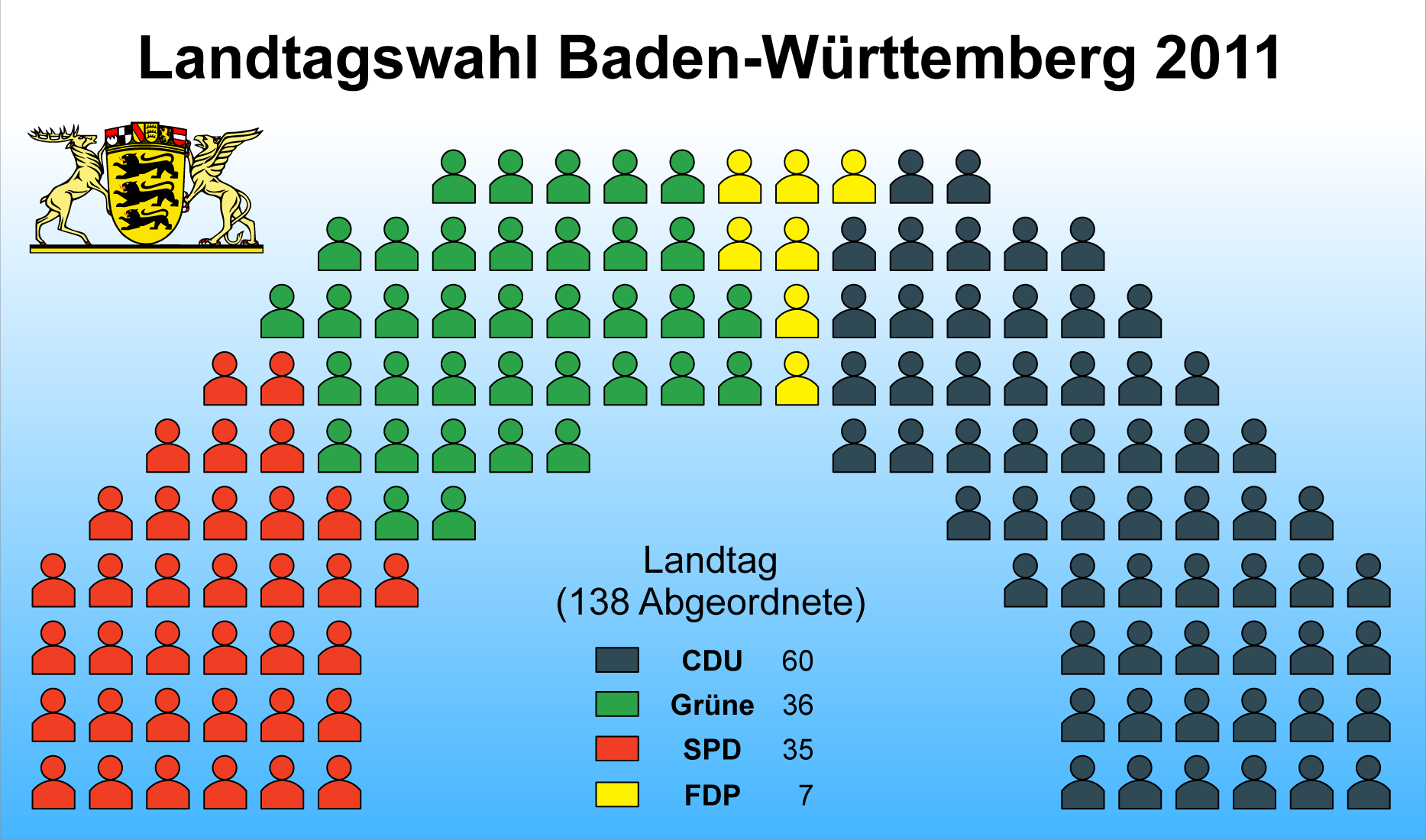
Rozdělení mandátů po volbách v roce 2011

Po volbách v roce 2011 byla v zemském sněmu nejsilněji zastoupena Křesťanskodemokratická unie, které při zisku 39 % připadlo 60 mandátů. Zemskou vládu ovšem sestavila koalice dvou dalších stran, Svaz 90/Zelení s 36 mandáty při 24,2 % a Sociálnědemokratická strana Německa s 35 mandáty při 23,1 %. Poslední ve sněmu zastoupenou stranou byla Svobodná demokratická strana se ziskem 7 mandátů při 5,3 %. Ministerským předsedou, tedy předsedou vlády Bádenska-Württemberska, byl zvolen Winfried Kretschmann (* 17. května 1948). Kretschmann je prvním a doposud jediným předsedou zemské vlády v Německu za stranu Svaz 90/Zelení, a brzy se stal jedním z nejznámějších politiků v Německu.

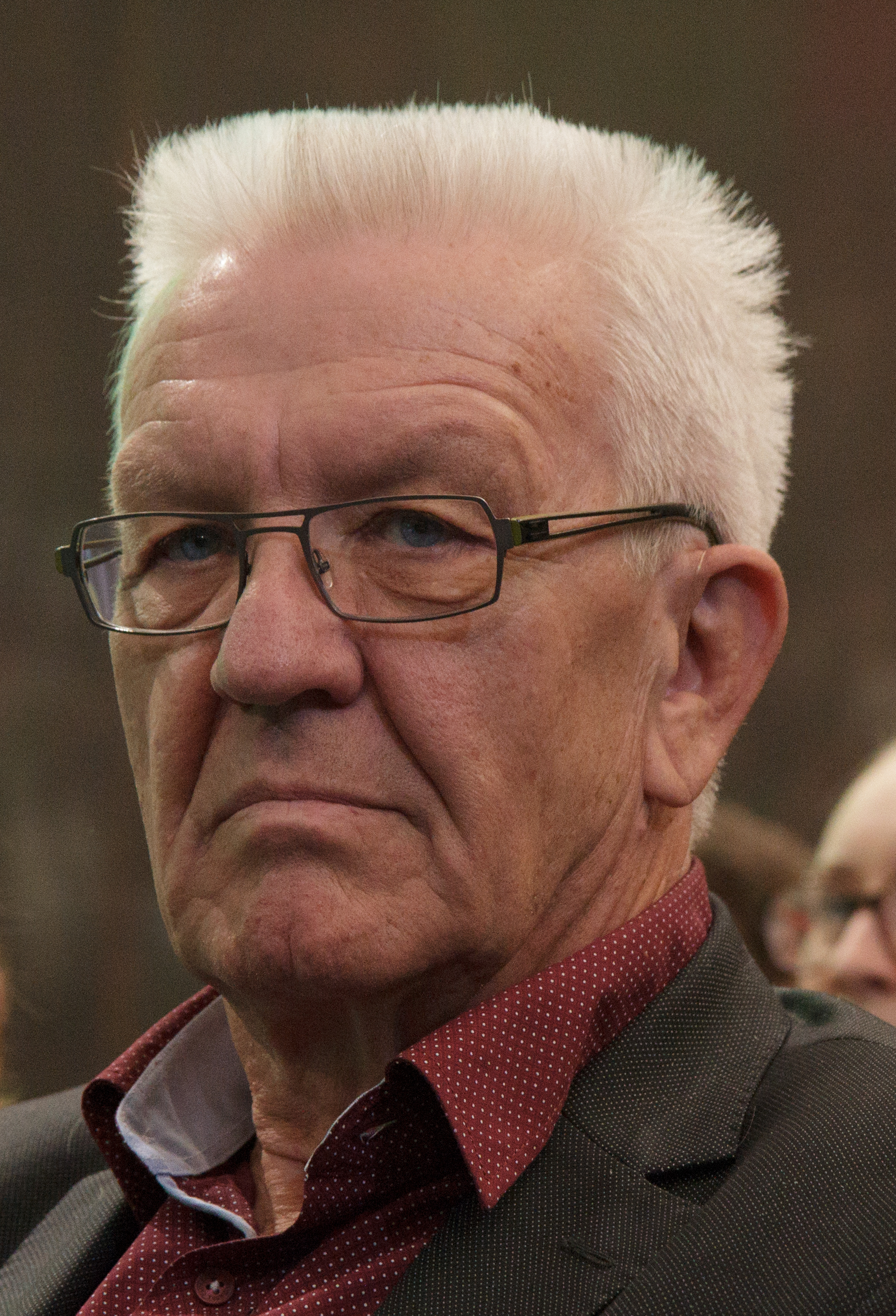
Ministerský předseda Bádenska-Württemberska Winfried Kretschmann, 2017

Průzkumy v posledních měsících před volbami v roce 2016 vedly k předpokladu, že si Křesťanskodemokratická unie pohorší o více než deset procent, naopak přes deset procent měla získat nová strana Alternativa pro Německo. Polepšit si měl i Svaz 90/Zelení a naopak Sociálnědemokratická strana Německa měla ztratit. Svobodné demokratické straně slibovaly průzkumy mírné zvýšení jejího zisku o jeden až dva procentní body.
Další strany měly podle průzkumů zůstat pod hranicí uzavírací klauzule, stanovené na pět procent. Nejblíže jejímu překonání stejně jako v roce 2016 měla být Levice se ziskem zhruba tří procent.

## Výsledky zemských voleb 2016
Ve volbách se na prvním místě umístili Zelení (30,3 %, 47 mandátů), vedení opět Winfriedem Kretschmannem. Jen na druhém místě skončila Křesťanskodemokratická unie (CDU, 27 %, 42 mandátů), na třetím Alternativa pro Německo (AfD, 15,1 %, 23 mandátů), na čtvrtém Sociálnědemokratická strana Německa (SPD, 12,7 %, 19 mandátů) a na pátém Svobodná demokratická strana (FDP, 8,3 %, 12 mandátů). Další strany skončily pod hranicí uzavírací klauzule, první z nich byla Levice se ziskem 2,9 %.
Přestože si Zelení oproti volbám v roce 2011 polepšili o přibližně 6,1 procentních bodů a naopak CDU ztratila nejvíce ze všech stran, zhruba 12 procentních bodů, ztratila koalice Zelených a SPD většinu, neboť i SPD ztratila, byť „jen“ přibližně 10,4 procentních bodů. Nováček AfD vyrostl na 15,1 % z nuly. Po volbách vznikla dne 12. května 2016 druhá vláda Winfrieda Kretschmanna jako první koaliční vláda Svazu 90/Zelených a CDU, která je vedená Zelenými.